# Résolution 1882 du Conseil de sécurité des Nations unies
Membres permanents
- Chine
- États-Unis
- France
- Royaume-Uni
- Russie

Membres non permanents
- Autriche
- Burkina Faso
- Costa Rica
- Croatie
- Japon
- Libye
- Mexique
- Turquie
- Ouganda
- Viet Nam

Résolution no 1881 Résolution no 1883
La résolution 1882 du Conseil de sécurité des Nations Unies, adoptée à l’unanimité le 4 août 2009, est une résolution thématique qui traite des enfants et des conflits armés. Elle a élargit les faits qui implique l'inscription d'une partie à un conflit armé sur la liste publique (« liste de la honte ») du Secrétaire général au meurtre, mutilation, viol ou violences sexuelles commis sur des enfants.

## Résolution
La résolution dispose que parties « qui, en violation du droit international applicable, commettent systématiquement des meurtres et mutilations d’enfants et/ou des viols et autres formes de violence sexuelle contre les enfants, dans des situations de conflit armé » doivent également figurer dans la liste annexée aux rapports publics du Secrétaire général sur les enfants dans les conflits armés. 
La décision du Conseil de sécurité a été le point culminant d'un débat d'une journée, le 29 avril, au cours duquel le Secrétaire général Ban Ki-moon a exhorté l'organe composé de 15 pays à « porter un coup dur à l'impunité » en élargissant, au minimum, ses critères pour inclure sur la « liste de la honte » les parties commettant des viols et d'autres violences sexuelles graves contre des enfants pendant un conflit armé.
Avant le vote, seuls les États et les parties non étatiques ayant recruté des enfants soldats ou utilisé des enfants dans des situations de conflit armé étaient explicitement nommés, sur ladite « liste de la honte », annexé au rapport annuel du Secrétaire général sur la mise en œuvre de la résolution 1612 (2005), qui a établi un mécanisme de surveillance et de signalement et mis en place un groupe de travail sur les enfants et les conflits armés.
Les rapports portent sur le respect des engagements et les progrès réalisés pour mettre fin à six violations graves : le recrutement et l’utilisation d’enfants en temps de guerre ; le meurtre et la mutilation d’enfants ; le viol et d’autres violences sexuelles graves ; les enlèvements ; les attaques contre des écoles et des hôpitaux ; et le refus d’accès humanitaire aux enfants. Le document S/2009/158 énumère 56 parties sur cette liste, dont 19 contrevenants persistants qui figurent sur la liste depuis plus de quatre ans.

## Voir également
- Résolution thématiques du Conseil de sécurité des Nations unies sur les enfants et les conflits armés